# سوءاستفاده
سوءاستفاده به‌طور کلّی به استفادهٔ نادرست از یک چیز و بر مبنای به‌دست آوردن سود از کُنشی نادرست و ناعادلانه گفته می‌شود. سوءاستفاده یک تخلّف است و می‌تواند در شکل‌های گوناگون مانند: بدرفتاری فیزیکی یا آزار زبانی، نژادپرستی، آسیب زنندگی، حمله، اخلال، بزه، تجاوز جنسی، سوءاستفاده جنسی، تعرّض قانونی، آزار دینی، تبعیض جنسیتی، سوءاستفاده دینی، جنایت یا انواع دیگر از پرخاشگری و شیوه‌های ناعادلانه نمود یابد.

## موارد مهم
- شکنجه و آزار زندانیان ابوغریب
- رسوایی‌های جنسی کلیسای کاتولیک